# Regionalwahlkreis Niederösterreich Süd
Der Regionalwahlkreis Niederösterreich Süd (Wahlkreis 3E) ist ein Regionalwahlkreis in Österreich, der bei Wahlen zum Nationalrat für die Vergabe der Mandate im ersten Ermittlungsverfahren gebildet wird. Der Wahlkreis umschließt die politischen Bezirke Neunkirchen, Wiener Neustadt-Land sowie die Stadt Wiener Neustadt und umfasst damit das südliche Industrieviertel.
Bei der Nationalratswahl 2019 waren im Regionalwahlkreis Niederösterreich Süd 159.888 Personen wahlberechtigt, wobei bei der Wahl die Österreichische Volkspartei (ÖVP) mit 39,5 % als stärkste Partei hervorging. Von den fünf zu vergebenden Grundmandaten entfiel ein Mandat auf die ÖVP.

## Geschichte
Nach dem Ende des Staates Österreich-Ungarn wurde für das Gebiet von Niederösterreich mit der Wahlordnung 1918 für die Wahl der konstituierenden Nationalversammlung mehrere Wahlkreise geschaffen, wobei das Gebiet des heutigen Wahlkreises Niederösterreich Süd im Wesentlichen dem südlichen Teil des neu geschaffenen Wahlkreises Viertel unterm Wienerwald entsprach. Nachdem die Wahlordnung von 1923 von der austrofaschistischen Regierung 1934 außer Kraft gesetzt worden war, wurde die ursprüngliche Einteilung der Wahlkreise nach dem Zweiten Weltkrieg mit dem Verfassungsgesetz vom 19. Oktober 1945 weitgehend wieder eingeführt. In der Folge war der Wahlkreis Viertel unterm Wienerwald mehrmals von Gebietsverschiebungen betroffen, bis durch die Nationalrats-Wahlordnung 1971 eine tiefgreifende Wahlkreisreform erfolgte. Durch die Nationalrats-Wahlordnung 1971 wurde Anzahl der Wahlkreise in Österreich auf nur noch neun reduziert. Für das Bundesland Niederösterreich bestand in der Folge nur noch ein Wahlkreis, der Wahlkreis Niederösterreich (Wahlkreis 3). Mit Inkrafttreten der Nationalrats-Wahlordnung 1992 wurde das österreichische Bundesgebiet schließlich in 43 Regionalwahlkreise unterteilt und somit ein drittes Ermittlungsverfahren eingeführt, wobei die Bezirke Neunkirchen, Wiener Neustadt-Land und die Stadt Wiener Neustadt zum Wahlkreis Niederösterreich Süd (Wahlkreis 3E) zusammengefasst wurden. Der Regionalwahlkreis Niederösterreich Süd erhielt in der Folge 1993 vier Mandate zugewiesen, wobei die Neuberechnung der Mandatsverteilung im Jahr 2002 (nach den Ergebnissen der Volkszählung 2001) zu keinen Veränderungen führte. Vor der Nationalratswahl 2017 erfolgte wegen der Auflösung des Bezirks Wien-Umgebung eine Neuberechnung der Mandatszuordnung, wodurch der Wahlkreis Niederösterreich Süd ein weiteres Mandat erhielt.
Von der Schaffung des Wahlkreises bis zur Wahl 2013 erreichte die SPÖ bei jeder Nationalratswahl die relative Mehrheit, die ÖVP landete jeweils auf dem zweiten Platz, die FPÖ auf dem dritten. Seit der Wahl 2017 hat die ÖVP den ersten Platz inne.

## Wahlergebnisse
| Nationalratswahlen im Regionalwahlkreis Niederösterreich Süd | Nationalratswahlen im Regionalwahlkreis Niederösterreich Süd | Nationalratswahlen im Regionalwahlkreis Niederösterreich Süd | Nationalratswahlen im Regionalwahlkreis Niederösterreich Süd | Nationalratswahlen im Regionalwahlkreis Niederösterreich Süd | Nationalratswahlen im Regionalwahlkreis Niederösterreich Süd | Nationalratswahlen im Regionalwahlkreis Niederösterreich Süd | Nationalratswahlen im Regionalwahlkreis Niederösterreich Süd | Nationalratswahlen im Regionalwahlkreis Niederösterreich Süd | Nationalratswahlen im Regionalwahlkreis Niederösterreich Süd | Nationalratswahlen im Regionalwahlkreis Niederösterreich Süd | Nationalratswahlen im Regionalwahlkreis Niederösterreich Süd |
| Wahltermin                                                   | GM                                                           |                                                              | SPÖ                                                          | ÖVP                                                          | FPÖ                                                          | GRÜNE                                                        | BZÖ                                                          | LIF/NEOS                                                     | FRANK                                                        | PILZ/JETZT                                                   | Sonstige                                                     |
| ------------------------------------------------------------ | ------------------------------------------------------------ | ------------------------------------------------------------ | ------------------------------------------------------------ | ------------------------------------------------------------ | ------------------------------------------------------------ | ------------------------------------------------------------ | ------------------------------------------------------------ | ------------------------------------------------------------ | ------------------------------------------------------------ | ------------------------------------------------------------ | ------------------------------------------------------------ |
| 9. Oktober 1994                                              |                                                              | Stimmenanteile (%)                                           | 42,8                                                         | 27,1                                                         | 18,5                                                         | 4,7                                                          | -                                                            | 5,3                                                          | -                                                            | -                                                            | 1,5                                                          |
| 9. Oktober 1994                                              | 4                                                            | Grundmandate                                                 | 1                                                            | 1                                                            | 0                                                            | 0                                                            | -                                                            | 0                                                            | -                                                            | -                                                            | 0                                                            |
| 17. Dezember 1995                                            |                                                              | Stimmenanteile (%)                                           | 45,4                                                         | 27,6                                                         | 17,5                                                         | 3,1                                                          | -                                                            | 4,8                                                          | -                                                            | -                                                            | 1,6                                                          |
| 17. Dezember 1995                                            | 4                                                            | Grundmandate                                                 | 2                                                            | 1                                                            | 0                                                            | 0                                                            | -                                                            | 0                                                            | -                                                            | -                                                            | 0                                                            |
| 3. Oktober 1999                                              |                                                              | Stimmenanteile (%)                                           | 40,4                                                         | 26,4                                                         | 23,7                                                         | 5,2                                                          | -                                                            | 2,4                                                          | -                                                            | -                                                            | 2,0                                                          |
| 3. Oktober 1999                                              | 4                                                            | Grundmandate                                                 | 1                                                            | 1                                                            | 1                                                            | 0                                                            | -                                                            | 0                                                            | -                                                            | -                                                            | 0                                                            |
| 24. November 2002                                            |                                                              | Stimmenanteile (%)                                           | 44,0                                                         | 41,3                                                         | 7,1                                                          | 6,4                                                          | -                                                            | 0,8                                                          | -                                                            | -                                                            | 0,5                                                          |
| 24. November 2002                                            | 4                                                            | Grundmandate                                                 | 1                                                            | 1                                                            | 0                                                            | 0                                                            | -                                                            | 0                                                            | -                                                            | -                                                            | 0                                                            |
| 1. Oktober 2006                                              |                                                              | Stimmenanteile (%)                                           | 42,4                                                         | 32,8                                                         | 11,0                                                         | 7,4                                                          | 2,4                                                          | -                                                            | -                                                            | -                                                            | 3,9                                                          |
| 1. Oktober 2006                                              | 4                                                            | Grundmandate                                                 | 1                                                            | 1                                                            | 0                                                            | 0                                                            | 0                                                            | -                                                            | -                                                            | -                                                            | 0                                                            |
| 28. September 2008                                           |                                                              | Stimmenanteile (%)                                           | 35,2                                                         | 26,0                                                         | 20,9                                                         | 6,4                                                          | 6,8                                                          | 1,5                                                          | -                                                            | -                                                            | 3,1                                                          |
| 28. September 2008                                           | 4                                                            | Grundmandate                                                 | 1                                                            | 1                                                            | 0                                                            | 0                                                            | 0                                                            | 0                                                            | -                                                            | -                                                            | 0                                                            |
| 29. September 2013                                           |                                                              | Stimmenanteile (%)                                           | 31,6                                                         | 25,7                                                         | 21,7                                                         | 8,1                                                          | 2,8                                                          | 3,6                                                          | 5,1                                                          | -                                                            | 1,5                                                          |
| 29. September 2013                                           | 4                                                            | Grundmandate                                                 | 1                                                            | 1                                                            | 0                                                            | 0                                                            | 0                                                            | 0                                                            | 0                                                            | -                                                            | 0                                                            |
| 15. Oktober 2017                                             |                                                              | Stimmenanteile (%)                                           | 26,8                                                         | 32,1                                                         | 29,1                                                         | 2,1                                                          | -                                                            | 4,0                                                          | -                                                            | 3,8                                                          | 2,0                                                          |
| 15. Oktober 2017                                             | 5                                                            | Grundmandate                                                 | 1                                                            | 1                                                            | 1                                                            | 0                                                            | -                                                            | 0                                                            | -                                                            | 0                                                            | 0                                                            |
| 29. September 2019                                           |                                                              | Stimmenanteile (%)                                           | 22,5                                                         | 39,5                                                         | 19,7                                                         | 9,0                                                          | -                                                            | 6,5                                                          | -                                                            | 1,7                                                          | 1,1                                                          |
| 29. September 2019                                           | 5                                                            | Grundmandate                                                 | 0                                                            | 1                                                            | 0                                                            | 0                                                            | -                                                            | 0                                                            | -                                                            | 0                                                            | 0                                                            |
| 29. September 2024                                           |                                                              | Stimmenanteile (%)                                           | 21,6                                                         | 26,7                                                         | 33,4                                                         | 5,0                                                          | -                                                            | 7,1                                                          | -                                                            | -                                                            | 6,3                                                          |
| 29. September 2024                                           | 4                                                            | Grundmandate                                                 | 0                                                            | 1                                                            | 1                                                            | 0                                                            | -                                                            | 0                                                            | -                                                            | -                                                            | 0                                                            |